# Peperomia foliata
Peperomia foliata är en pepparväxtart som beskrevs av William Trelease. Peperomia foliata ingår i släktet peperomior, och familjen pepparväxter. Inga underarter finns listade i Catalogue of Life.